# Cerveja Adriática
Cerveja Adriática é uma cerveja brasileira produzida pela AmBev. A composição dessa cerveja é, de acordo com a Ambev, inspirada nas antigas receitas do alemão Heinrich Thielen, fundador da Cervejaria Adriática em Ponta Grossa em 1906, mesma fábrica que lançou a Cerveja Original. No entanto, existem dúvidas quanto a isto, já que não existem registros que comprovem que a antiga Adriática fosse puro malte.

## Características
- Álcool
  - 4,9%vol
- Lipídeos
  - 0 g/100 ml
- Energia
  - 43,9 Kcal/100 ml
- Carboidratos
  - 3,1 g/100 ml

## História
No final do século XIX, o alemão Heinrich Thielen, chegou ao Paraná com 9 anos de idade, mudou-se para Curitiba e posteriormente para Ponta Grossa. Em 1893 a Cervejaria Grossel abre uma filial em Ponta Grossa. Heinrich Thielen, aos quinze anos de idade, empregou-se na fábrica de cerveja que era na verdade a dona do capital investido na fundação da Cervejaria Adriática. Por volta de 1896, Heinrich Thielen, passa a dirigir a fábrica, tornando-se sócio e mais tarde, seu proprietário, alterando, em 1913, o nome para Fábrica Adriática de Cervejas de Heinrich Thielen, nesta época produzindo e vendendo cerveja, gelo, águas minerais e malte.
O crescimento do mercado fez com que Thielen trouxesse da Alemanha, no final da década de 1910, novos equipamentos com capacidade de produzir até 30.000 hectolitros/ano de cervejas, gasosas e água mineral.
Desde sua fundação até o ano de 1911 a Cervejaria Adriática somente produzia duas qualidades de cerveja, uma clara e outra escura, ambas em alta fermentação. Ainda em 1911, Thielen mudou a produção, e começou a fabricar cerveja com baixa fermentação, instalando máquinas que produziam anualmente 6.000 hectolitros da bebida. Thielen teve grande inserção nos mercados do Paraná, São Paulo e Santa Catarina. Além desses, diversos outros estados brasileiros, bem como diversos países europeus, eram abastecidos com os produtos da indústria comandada por Heinrich Thielen.

## Construção da Grande Fábrica de cerveja Adriática
Pretendendo ampliar ainda mais seus negócios e melhorar a quantidade da cerveja que produzia, Heinrich  Thielen solicita durante governo do prefeito José Bonifácio Guimarães Vilela licença para a construção da grande fábrica de cerveja Adriática, na Avenida Vicente Machado. E em 2 de julho de 1919 a Companhia Cervejaria Adriática S/A foi constituída, tendo sido publicados os atos de sua constituição no Diário Oficial, do Paraná, de 11 de agosto do mesmo ano, garantindo a expansão de suas atividades. Quando isso ocorreu, a área física ocupada pela indústria era de 3.500 metros quadrados.

## Industrialização de Ponta Grossa
A Cervejaria Adriática tornou-se símbolo da industrialização ponta-grossense. Thielen ingressou na política. Foi nomeado Coronel da Guarda Nacional pelo Governo Federal e escolhido como Presidente de Honra do Centro Commercio e Indústria de Ponta Grossa (antecessor da ACIPG), quando da fundação dessa entidade em 18 de junho de 1922. Assim, Heinrich  Thielen se configura como um dos pioneiros do processo de industrialização em Ponta Grossa e um dos grandes responsáveis pelo desenvolvimento econômico da cidade.

## Cerveja premiada
O Diário Oficial da União publicou no dia 02 de fevereiro de 1923 a relação dos premiados na Exposição Internacional do Centenário da Independência na qual constava a Cervejaria Adriática como tendo recebido medalha de ouro.

## O futuro da Adriática
Em 02 de dezembro de 1931 a Cervejaria Adriática registrou as cervejas Original e Paranista, a Original logo passa a ser sua principal marca por vários anos. E em 1941 a Companhia Cervejaria Adriática, passa a ser controlada pela Cervejaria Antarctica e em 1943 é completado o processo de incorporação. No ano de 1992 a unidade de Ponta Grossa deixou de operar, sendo reativada em 2015 para a produção da Cerveja Adriática lançada no mesmo ano pela Ambev (que adquiriu a marca através da fusão entre Antarctica e Brahma que deu origem ao novo conglomerado) e inspirada na história da Cervejaria de Heinrich  Thielen.

## Linha do tempo
- 1893 - Cervejaria Grossel abre uma filial em Ponta Grossa
- 1896 - Heinrich  Thielen passa a dirigir a fábrica, tornando-se futuramente sócio e proprietário [5]
- 1906 - Heinrich  Thielen altera o nome para Fábrica Adriática de Cervejas de Heinrich  Thielen.
- 1910 – O proprietário traz da Alemanha novos equipamentos de alta capacidade para atender às necessidades do crescimento do mercado.
- 1911 – A Fábrica Adriática passa a produzir cerveja com baixa fermentação.
- 1919 – A Companhia Cervejaria Adriática S/A foi construída.
- 1922 - Heinrich  Thielen é nomeado Coronel da Guarda Nacional pelo Governo Federal, é escolhido como Presidente de Honra do Centro Commercio e Indústria de Ponta Grossa e se torna um dos pioneiros do processo de industrialização em Ponta Grossa, contribuindo para o desenvolvimento econômico da cidade.
- 1923 – Cervejaria Adriática recebe a medalha de ouro na Exposição Internacional do Centenário da Independência, segundo publicou o Diário Oficial da União.
- 1931 - A Cervejaria Adriática registra as cervejas Original e Paranista.
- 1941 - A Companhia Cervejaria Adriática passa a ser controlada pela Cervejaria Antarctica.
- 1943 – O processo de incorporação à Cervejaria Antarctica se completa.
- 1992 – A unidade de Ponta Grossa deixa de operar.
- 2015 – A unidade de Ponta Grossa é reativada para a produção da Cerveja Adriática lançada no mesmo ano pela AMBEV.[6]